# Ousmane Sylla (calciatore)
Ousmane Junior Sylla (30 dicembre 1990) è un calciatore burkinabé, centrocampista del Douanes Ouagadougou.